# Tinamotis
Tinamotis é um gênero de ave da família Tinamidae.

## Espécies
- Tinamotis ingoufi Oustalet, 1890 - Tinamu-da-patagônia ou quiúla-andina[1]
- Tinamotis pentlandii Vigors, 1837 - Tinamu-da-puna ou quiúla-patagónica[1]

## Etimologia
Quiúla vem da palavra quíchua Qiwlla «gaivota», que se refere ao seu grito particular.